# Richard Dudzinski
Richard Dudzinski (ur. 1911, data śmierci nieznana) – zbrodniarz nazistowski, członek załogi niemieckiego obozu koncentracyjnego Mauthausen-Gusen i SS-Oberscharführer.

## Życiorys
Z zawodu barwiarz. Członek NSDAP i Waffen-SS. Pełnił służbę w obozie Mauthausen od 6 lutego 1942 do 25 sierpnia 1944 jako instruktor dla wartowników SS i sierżant kompanii wartowniczej. Natomiast od 25 sierpnia 1944 do 28 kwietnia 1945 pełnił służbę w Linz III, podobozie KL Mauthausen. Był tam kolejno dowódcą oddziału wartowniczego, kierownikiem komanda więźniarskiego i strażnikiem odpowiedzialnym za obozowe psy strażnicze. Dudzinski maltretował więźniów obozu i podobne zachowanie nakazywał podległym mu strażnikom SS.
Po zakończeniu wojny Dudzinski zasiadł na ławie oskarżonych w procesie załogi Mauthausen-Gusen (US vs. Hans Bergerhoff i inni), który toczył się przed amerykańskim Trybunałem Wojskowym w Dachau. 23 czerwca 1947 został on skazany na karę śmierci przez powieszenie. W wyniku rewizji wyroku w dniu 26 lutego 1948 karę zmniejszono do 9 lat pozbawienia wolności ze względu na to, że żaden z więźniów pobitych przez skazanego nie zmarł, a co więcej uznano, iż zbrodnie skazanego nie miały charakteru czynu powtarzającego się.